# Indonesische nationale beweging
Een Indische nationale beweging of Indonesische nationale beweging begon op te komen in de eerste decennia van de twintigste eeuw. Voor het eerst ontwikkelden Indonesiërs een nationaal bewustzijn en ontstonden nieuwe organisaties die zich daar op richtten. Het door de Nederlandse ethische politiek toegenomen onderwijs speelde daar een rol in doordat zich hierdoor een ontwikkelde elite kon vormen. Uiteindelijk leidde de beweging tot de Indonesische onafhankelijkheidsverklaring.

## Welwillende samenwerking (1901-1923)
De priyayi, de Indonesische elite, zat nog gevangen in hun positie van leidende klasse onder de Nederlanders over de rest van de bevolking, waardoor zij van beiden geïsoleerd waren en ook niet goed een keuze konden maken. Hun in Europa onderwezen kinderen vormden echter een intellectuele elite, die niet altijd bereid was de onderdanige rol van hun ouders over te nemen. Deze groep richtte in 1908 Boedi Oetomo op. Volgens de statuten streefde men de "sociaal-economische opbeuring van de grote massader inlandse bevolking" na, maar al snel werd men ook politiek actief.
De Sarekat Islam werd in 1912 opgericht, die vanuit de islam en Javaanse mystiek de economische positie en het politieke bewustzijn wilde bevorderen. Dit werd al snel een massabeweging, ook buiten Java. Men was echter niet nationalistisch en richtte zich niet op onafhankelijkheid. Men was eerder anti-Chinees, die een bevoorrechte positie innamen onder de Nederlanders, dan anti-Nederlands. In dat jaar richtte Ernest Douwes Dekker de Indische Partij op, die wel de onafhankelijkheid propageerde.
Op 20 juli 1913 schreef Soewardi Soerjaningrat Als ik eens Nederlander was, een hevig protest tegen de plannen van de Nederlandse koloniale regering om Nederlands honderdjarige onafhankelijkheid van Frankrijk te vieren en alle 'inlanders' aan deze viering te laten meebetalen. De koloniale regering reageerde daarop door Soerjaningrat te verbannen naar de Banda-eilanden, zonder hem eerst te berechten. Douwes Dekker en Tjipto Mangunkusumo probeerden deze beslissing te bestrijden maar ook zij werden verbannen naar de Banda-eilanden op beschuldiging van 'provocatie en manipulatie van Indonesiërs om te vechten tegen de Nederlandse kolonialen'.
In 1916 verleende Nederland Indië het recht een Volksraad te houden met beperkte, raadgevende bevoegdheden. Van de Indonesische partijen werd echter niemand verkozen, zodat de Nederlandse overheid dan maar een aantal mensen uit de Indonesische elite benoemde. De Volksraad kwam in 1918 voor het eerst bijeen. De oproep tot revolutie van Troelstra in Nederland veroorzaakte ook in Indië paniek. Hoewel Troelstra geen bijval kreeg, zei gouverneur-generaal Van Limburg Stirum in de Volksraad verregaande staatkundige hervormingen toe in de zogenoemde novemberverklaring, om te voorkomen dat hij bij omverwerping van het gezag in Nederland in Indië het gezag zou moeten overdragen aan mannen als Henk Sneevliet en Asser Baars. In deze periode kondigde Charles Guillaume Cramer de vorming van de Radical Concentratie aan, een samenwerking van de in de Volksraad vertegenwoordigde Boedi Oetomo, Sarekat Islam, Vereeniging Insulinde en zijn Indische Sociaaldemocratische Partij. De nationalistische activiteiten van deze beweging stond echter niet in vergelijking met dat van de uit de Sarekat Islam getreden marxistische Sarekat Rakjat en de in 1920 opgerichte Communistische Partij van Indonesië, Partai Komunis Indonesia (PKI), die onafhankelijkheid nastreefden.
Er werd een commissie tot herziening van de staatsinrichting van Nederlands-Indië ingesteld onder leiding van prof. J.M. Carpentier Alting. In 1920 werden de voorstellen van de Commissie-Carpentier Alting gepubliceerd. Er zou een verlegging van bevoegdheden van Nederland naar Indië moeten komen en een medewetgevende bevoegdheid voor de Volksraad. De Raad van Indië en de Raad van Directeuren zouden samen moeten gaan, terwijl het rascriterium opgeheven zou moeten worden. Slechts de uitbreiding naar de medewetgevende bevoegdheid voor de Volksraad werd in 1925 overgenomen.

## Non-coöperatie (1923-1942)
Teleurgesteld dat de beloofde hervormingen uitbleven, gaf Mohammed Hatta in 1922 aan dat de weg naar vrijheid voor Indonesië lag in non-coöperatie en massa-actie. Hij studeerde op dat moment in Nederland waar een kern van nationalistische studenten ontstond in de Perhimpoenan Indonesia. Geïnspireerd door gebeurtenissen in de koloniale wereld en antikoloniale activisten in het buitenland betoogden zij dat nationalisten iedere samenwerking met Nederland en deelname aan koloniale instituties moesten weigeren. Hiermee was de met de ethische politiek begonnen welwillende samenwerking ten einde. Het nationalisme was echter niet beperkt tot deze extreme elementen, maar kreeg steeds meer aanhang, ook onder loyaal gedachte groeperingen.
Toen gouverneur-generaal D. Fock, die een repressief bewind had gevoerd, opgevolgd werd door A.C.D. de Graeff, leek deze de aangewezen man om het vertrouwen in het Nederlandse bestuur te herstellen. Het kwam in 1926 en 1927 echter tot een communistische opstand, waar de Nederlanders hard tegen optraden. Vier werden ter dood veroordeeld, duizenden werden gevangengenomen en enkele honderden geïnterneerd in Boven-Digoel, waarmee de PKI en de Sarekat Rakjat geneutraliseerd waren.
De Graeff zocht daarna weer toenadering tot de Indonesische nationalisten, maar de nieuwe leiders daarvan waren daartoe niet bereid. In 1927 richtte Soekarno in Bandung de Partai Nasional Indonesia (PNI) op, de eerste seculiere, geheel Indonesische partij die onafhankelijkheid voorop stelde. Hij wilde niets van samenwerking weten en nam alleen genoegen met volledige onafhankelijkheid ('merdeka').
In 1928 werd door het Kongres Pemoeda II, een jeugdcongres, de jeugdeed afgelegd, de Sumpah Pemuda. Deze bestond uit de revolutionaire doelen; "één land - Indonesië, één volk - het Indonesische volk, en één taal - Indonesisch." Dit zou ook de politiek na de onafhankelijkheid worden. Hier werd voor het eerst Indonesia Raya ten gehore gebracht, het huidige volkslied.
Soekarno probeerde de bevolking bewust te maken van deonderdrukking en uitbuiting, waardoor De Graeff eind 1929 Soekarno en enkele anderen liet arresteren. Deze werd veroordeeld en hoewel hem gratie werd verleend door De Graeff, werd hij door diens opvolger B.C. de Jonge alsnog verbannen, terwijl deze Hatta en Soetan Sjahrir liet interneren in Boven-Digoel.

## Repressie (1933-1942)
De crisisjaren verzwakten de nationale beweging verder na het verbannen en opsluiten van de leiders. Nederland hield in die jaren, in tegenstelling tot vele andere landen, vast aan de gouden standaard. Men koos daarentegen voor scherpe bezuinigingen die zwaar op de bevolking drukten. Dit was een van de oorzaken die leidden tot de muiterij op De Zeven Provinciën, die ook hard onderdrukt werd. Nederland hield daarna vast aan de bestaande situatie tot de Japanse bezetting van Indonesië.
Met de petitie-Soetardjo bleek dat de Indonesiërs zelfs bereid waren een grotere zelfstandigheid te laten plaatsvinden binnen het rijksverband. In 1938 werd de petitie echter afgewezen, omdat men meende dat de Indonesiërs nog niet klaar waren voor zelfstandigheid, zelfs niet binnen het Nederlandse gemenebest. Deze klap in het gezicht van de nationalistische inwoners van Indonesië leidde tot de oprichting van de GAPI in 1939.
Met het uitbreken van de Tweede Wereldoorlog en de vlucht van de regering naar Londen veranderde de situatie. De nationalisten vroegen naar de implicaties van het in 1941 door Nederland aangenomen Atlantisch Handvest, waarin wordt gesproken van zelfbeschikkingsrecht voor elk volk. Nederland gaf echter te kennen dit pas na afloop van de oorlog te willen bespreken op de rijksconferentie.